# ماکس دن
ماکس ویلهلم دِن (به آلمانی: Max Wilhelm Dehn)(زاده ۱۳ نوامبر ۱۸۷۸در هامبورگ - درگذشته ۲۷ ژوئن ۱۹۵۲ در کارولینای شمالی) ریاضیدان و تاریخدان ریاضی اهل آلمان بود. او نخستین کسی است که مسئله سوم از مسائل هیلبرت را حل کرده‌است.

## زندگی‌نامه
ماکس دن در سال ۱۸۷۸ در هامبورگ به دنیا آمد. پدرش پزشکی از یک خانواده پرجمعیت بود. خود ماکس دن، نُه خواهر و برادر داشت. خانواده دن دارای اصلیت یهودی بودند ولی خود را نه یهودی بلکه آلمانی می‌دانستند. ماکس در هامبورگ بزرگ شد و تحصیلات مقدماتی را هم در همان‌جا گذراند و پس از دبیرستان به دانشگاه فرایبورگ رفت. در آن زمان رسم بود که دانشجویان در دانشگاه‌های گوناگونی درس می‌گذراندند و دن به عنوان دومین دانشگاه، در دانشگاه گوتینگن در نزد هیلبرت به تحصیل پرداخت و در سال ۱۹۰۰ دکترای ریاضی خود را با تزی با نام «قضایای لژاندر دربارهٔ جمع زاویه‌ها در مثلث» دریافت کرد. در این تز، دن مسئله‌ای در هندسه بی‌طرف را حل کرد. دن این تز را به عنوان کتاب معرفی نامه به دانشگاه مونستر ارائه کرد و سال بعد به عنوان پروفسور در آن دانشگاه منصوب شد که این مقام را تا سال ۱۹۱۱ نگهداشت.
در ژانویه سال ۱۹۳۳ هیتلر در آلمان بر سر کار آمد و در آوریل همان سال فشار بر روی یهودیان آلمان آغازیدن گرفت. حتی استادان یهودی اجازه نداشتند وارد دانشگاه شوند. در همین زمان قانونی تصویب شد که بنا بر آن استادان یهودی به کلی باید از دانشگاه‌ها کنار گذاشته می‌شدند. دن نخست نامه‌ای مبنی بر معاف شدنش از این قانون -به دلیل داشتن سابقه جنگ برای آلمان- را به دانشگاه فرانکفورت ارائه داد ولی تصمیم دادگاه نورنبرگ بر آن شد که استادان یهودی به هر ترتیب باید کنار گذاشته شوند. دن نیز در سال ۱۹۳۶ در فرانکفورت مجبور به استعفا شد. او که خطر را این زمان نزدیک احساس می‌کرد، فرزندانش را به خارج از آلمان فرستاد. پسرش هلموت رهسپار آمریکا و دخترانش ماریا و اوا راهی انگلیس شدند تا تحصیلاتشان را ادامه دهند. دن ابتدا چند سالی در دانشگاه‌های اروپا تدریس کرد و سپس از ژانویه تا آوریل ۱۹۳۸ را با دخترش در انگلیس گذراند ولی دست به مهاجرت کامل از آلمان نزد. دن در این زمان، مقالات پژوهشی خود را بی‌وقفه منتشر می‌کرد. در نوامبر ۱۹۳۸ سرانجام دن با شمار بسیاری از یهودیان دستگیر شد اما از آنجا که زندان‌ها از یهودیان پر بودند گروهی از یهودیان، که از بخت موافق دن یکی از آنان بود، عصر همان روز آزاد شدند. دن و همسرش که دستگیری را عن‌قریب می‌دیدند، به اندیشه فرار افتادند و به خانه دوستشان ویلی هارتنر در فرانکفورت گریختند. چند هفته بعد، چون گشتاپو به‌طور موقت از تکاپوی یافتن و دستگیری یهودیان افتاد، دن و همسرش فرصت را غنیمت شمردند و به هامبورگ به خانه خواهر بزرگتر دن رفتند. سپس در ژانویه ۱۹۳۹ به دانمارک و از آنجا به نروژ رفتند و دن شغلی در دانشگاه تروندهایم یافت. در مارس ۱۹۴۰ آلمان نروژ را اشغال کرد و تروندهایم هم در آوریل همان سال به دست آلمان‌ها افتاد. دن از شهر گریخت اما سپس با وجود خطر فراوان، به شهر بازگشت و آغاز به برنامه‌ریزی برای فرار به آمریکا کرد. سرانجام در اکتبر سال ۱۹۴۰، دن از نروژ به استکهلم، سپس به مسکو و از آنجا به ولادیوستوک و سپس با کشتی به کوبه در ژاپن و از آنجا به سان فرانسیسکو در آمریکا کوچید. از سال ۱۹۴۱ دن در دانشگاه‌ها و کالج‌های بسیاری در آمریکا همچون دانشگاه ایداهو، انستیتو صنعتی ایلینوی و کالج سنت جان در آناپولیس تدریس کرد. با این همه دن نتوانست شغلی تمام وقت در دانشگاه بیابد. چیزیکه به گفته ساندرز مک لین، در آن زمان برای استادان ریاضیات بسیار نادر بود. دانشگاهی که دن در آن استخدام شد، ریاضیاتی قوی نداشت و دن به زودی دریافت که نمی‌تواند ریاضیات پیشرفته تدریس کند؛ بنابراین دو درس با نام‌های «ریشه‌های مشترک ریاضیات و معماری» و «لحظه‌هایی چند در تکامل ریاضیات» ارائه کرد که بیشتر گونه‌ای تاریخ هندسه تصویری بودند. دن حتی درسهایی همچون زبان ایتالیایی و یونانی نیز تدریس می‌کرد. سرانجام به او پیشنهاد شغلی ثابت به ازای ماهی ۲۵ دلار شد که او درخواست ۴۰ دلار کرد و پذیرفته شد و دن در سال ۱۹۴۵ در کالج بلک مونتین استخدام شد. شغلی که تا پایان عمر آن را حفظ نمود. دن سرانجام در پایان سال تحصیلی ۱۹۵۱/۵۲ بازنشسته شد ولی همچنان به کار راهنمایی دانشجویان و استادان در کالج بلک مونتین می‌پرداخت. کوتاه زمانی پس از آن، در پی بیماری درگذشت و در جنگل‌های بلک مونتین که به آن علاقه زیادی داشت به خاک سپرده شد.

## پژوهش‌ها
دن نویسنده نخستین کتاب سیستم مند دربارهٔ توپولوژی است. او که هندسه دانی شهودی اما با روش اصل موضوعی هیلبرت بود به ربط میان نظریه گروه‌ها و به ویژه نظریه نمایش گروه‌ها با توپولوژی پی برده بود. او مسائلی مانند مسئله واژه و مسئله یکریختی را در نظریه گروه‌ها مطرح کرده‌است. مسئله بنیادین واژه می‌پرسد که آیا الگوریتمی برای تعیین بدیهی بودن یک واژه داده شده به وسیلهٔ یک نمایش در یک گروه وجود دارد؟ نشان داده شده که پاسخ این پرسش منفی است. پرسشهایی از این دست همچنان مورد بحث و پژوهش ریاضی هستند.
همچنین دن در تز دکترایش، قضیه سکری-لژاندر را به اثبات رساند که می‌گفت در هندسه بی‌طرف جمع زاویه‌های یک مثلث ۱۸۰ درجه هستند. منظور از هندسه بی‌طرف، هندسه‌ای است که همه اصول اقلیدس به جز اصل توازی اقلیدس را ارضا می‌کند.
در آگوست ۱۹۰۰، هیلبرت فهرستی از مسائل ریاضی که از نظر او باید در سده بیستم حل می‌شدند ارائه کرد. دن توانست مسلئه سوم از این مسائل را حل کند. این مسئله می‌پرسید:
برای هر دو چند وجهی، با حجم برابر، آیا همواره ممکن است که چندوجهی نخست را چنان به تعداد متناهی چند وجهی تقسیم کرد که چون دوباره روی هم گذاشته شوند، حاصل چندوجهی دوم باشد؟
دن نشان داد که پاسخ این پرسش «نه» است. در جریان ساخت یک مثال نقض برای این مسئله، دن ساختاری را معرفی نمود که امروزه به «ناوردای دن» نامبردار است. این نخستین مسئله هیلبرت بود که حل شد.
دن همچنین به تاریخ ریاضی می‌پرداخت و در فرانکفورت به همراه زیگل سمینارهای تاریخ ریاضی مشهوری برگزار می‌کرد.
در سال ۱۹۳۸ دن مقاله «گروه کلاسهای نگاشت» (به آلمانی: Die Gruppe der Abbildungsklassen) را منتشر کرد که در آن برای نخستین بار، مفهوم «پیچش دن» را معرفی نمود. از مفهوم‌های دیگر ریاضی که دن به وجود آورد یا در آن‌ها نقشی داشت عبارتند از: جراحی دن، لم دن، تابع دن و برابری‌های دن-سامرویل.